# Premiul Hawthornden
Premiul Hawthornden este un premiu literar britanic care a fost înființat în anul 1919 de Alice Warrender și este finanțat de o asociație fondată de ea. Scriitorii cu vârsta mai mică de 41 de ani sunt premiați pentru calitatea „literaturii imaginative”, care poate fi scrisă atât sub formă de poezie, cât și sub formă de proză. Juriul acordă anual premiul Hawthornden unei opere literare publicate în cele douăsprezece luni precedente. Premiul nu a fost decernat în câteva perioade (1945-1957, 1959, 1966, 1971-1973, 1984-1987).
Spre deosebire de alte premii literare majore comitetul de acordare a premiului Hawthornden nu solicită efectuarea unor propuneri. El are, de asemenea, o acoperire literară universală, putând fi decernat scrierilor ficționale, jurnalelor de călătorie sau operelor istorice și artistice.
Premiul Hawthornden a avut mereu o valoare monetară modestă: 100 de lire sterline în 1936, 2.000 de lire sterline în 1995 și 15.000 de lire sterline în 2017. El este acordat de Hawthornden Trust și finanțat în prezent de Drue Heinz.

## Premii
- 2018 Jenny Uglow: Mr Lear[10]
- 2017 Graham Swift: Mothering Sunday[11]
- 2016 Tessa Hadley: The Past[12]
- 2015 Colm Tóibín: Nora Webster[13]
- 2014  Emily Berry: Dear Boy[14]
- 2013 Jamie McKendrick: Out There[15][16]
- 2012 Ali Smith: There But For The[17]
- 2011  Candia McWilliam: What to Look for in Winter
- 2010 Alice Oswald: A Sleepwalk on the Severn
- 2009 	Patrick French: The World Is What It Is
- 2008 	Nicola Barker: Darkmans
- 2007 	M. J. Hyland: Carry Me Down
- 2006 	Alexander Masters: Stuart: A Life Backwards
- 2005 	Justin Cartwright: The Promise of Happiness
- 2004 	Jonathan Bate: John Clare: A Biography
- 2003 William Fiennes: The Snow Geese
- 2002	Eamon Duffy: The Voices of Morebath: Reformation and Rebellion in an English Village[6]
- 2001	Helen Simpson: Hey Yeah Right Get a Life
- 2000	Michael Longley: The Weather in Japan
- 1999	Antony Beevor: Stalingrad[6]
- 1998 Charles Nicholl: Somebody Else: Arthur Rimbaud in Africa
- 1997	John Lanchester: The Debt to Pleasure
- 1996	Hilary Mantel: An Experiment in Love
- 1995	James Michie: Collected Poems
- 1994	Tim Pears: In the Place of Fallen Leaves
- 1993	Andrew Barrow: The Tap Dancer
- 1992	Ferdinand Mount: Of Love and Asthma
- 1991	Claire Tomalin: The Invisible Woman
- 1990	Kit Wright: Short Afternoons
- 1989	Alan Bennett: Talking Heads
- 1988	Colin Thubron: Behind the Wall: A Journey through China
- 1983	Jonathan Keates: Allegro Postillions
- 1982	Timothy Mo: Sour Sweet
- 1981	Douglas Dunn: St. Kilda's Parliament
- 1980	Christopher Reid: Arcadia
- 1979	P. S. Rushforth: Kindergarten
- 1978	David Cook: Walter
- 1977	Bruce Chatwin: In Patagonia[6]
- 1976	Robert Nye: Falstaff
- 1975	David Lodge: Changing Places
- 1974	Oliver Sacks: Awakenings
- 1970	Piers Paul Read: Monk Dawson
- 1969	Geoffrey Hill: King Log
- 1968	Michael Levey: Early Renaissance
- 1967	Michael Frayn: The Russian Interpreter
- 1965	William Trevor: The Old Boys[6]
- 1964	V. S. Naipaul: Mr Stone and the Knights Companion[6]
- 1963	Alistair Horne: The Price of Glory: Verdun 1916
- 1962	Robert Shaw: The Sun Doctor
- 1961	Ted Hughes: Lupercal
- 1960	Alan Sillitoe: The Loneliness of the Long Distance Runner
- 1958	Dom Moraes: A Beginning
- 1944	Martyn Skinner: Letters to Malaya
- 1943	Sidney Keyes: The Cruel Solstice și The Iron Laurel
- 1942	John Llewellyn Rhys: England Is My Village
- 1941	Graham Greene: The Power and the Glory
- 1940	James Pope-Hennessy: London Fabric
- 1939	Christopher Hassall: Penthesperon
- 1938	David Jones: In Parenthesis
- 1937	Ruth Pitter: A Trophy of Arms
- 1936	Evelyn Waugh: Edmund Campion[6]
- 1935	Robert Graves: I, Claudius[6]
- 1934	James Hilton: Orizont pierdut (Lost Horizon)
- 1933	Vita Sackville-West: Collected Poems
- 1932	Charles Morgan: The Fountain
- 1931	Kate O'Brien: Without My Cloak
- 1930	Geoffrey Dennis: The End of the World
- 1929	Lord David Cecil: The Stricken Deer[6]
- 1928	Siegfried Sassoon: Memoirs of a Fox-Hunting Man[6]
- 1927	Henry Williamson: Tarka the Otter
- 1926	Vita Sackville-West: The Land[6]
- 1925	Seán O'Casey: Juno and the Paycock[6]
- 1924	Ralph Hale Mottram: The Spanish Farm
- 1923	David Garnett: Lady into Fox
- 1922	Edmund Blunden: The Shepherd[6]
- 1921	Romer Wilson: The Death of Society
- 1920	John Freeman: Poems New and Old
- 1919	Edward Shanks: The Queen of China

## Legături externe
- Lista câștigătorilor